# Донской природный парк (Волгоградская область)
Донско́й природный парк — природный парк (особо охраняемая природная территория) регионального значения, комплексного профиля, расположенный в Иловлинском районе Волгоградской области. Создан в 2001 году.

## География
Расположение
Природный парк расположен в Иловлинском районе Волгоградской области (территория следующих муниципальных образований: Иловлинское городское поселение, Авиловское сельское поселение, Качалинское сельское поселение, Краснодонское сельское поселение, Сиротинское сельское поселение, Трёхостровское сельское поселение).
Природный парк занимает наиболее возвышенную правобережную часть малой излучины Среднего Дона, пойму и песчаную равнину в устье Иловли.
Границы парка:
- северная граница парка проходит по пескам левого берега Дона в 4-7 км севернее реки и выходит на Генеральский мост на реке Иловле;
- восточная граница проведена от вышеназванного моста к дороге, которая идет от х. Колоцкого к ст. Качалинской, далее проходит у подножья левобережных террас Дона — вблизи санатория «Качалинский» к р. Паншинка, южнее последней совпадает с границей Иловлинского района;
- южная граница проводится от х. Донской, пересекает Дон, проходя по его правому берегу, а затем по границе между хозяйством «Трёхостровское» и районами области поворачивает на северо-запад к балке Сухой;
- западня граница проходит вдоль тальвега балки Сухой, а затем на север по меридиану бывшего х. Караицкий, а за Доном — по дорогам, границам землевладений.

Рельеф
Минимальная высота территории парка составляет 36 м над у. м. (в районе станицы Трёхостровской в устье реки Паньшинка). Максимальная высота 252 м над у. м. (плато Венцы).
В геоморфологическом отношении для плато характерен двухъярусный рельеф. Верхнее плато Венцы — плоское, слабо увалистое и нижнее плато — густо расчлененное балками и оврагами. Нижнее плато имеет характерные скалы и меловые утесы, в том числе меловой утёс Трапеция на берегу Дона с высотой 249 и 143 м над у. м. Наиболее примечателен участок меловых гор, именуемый местными жителями как Кобылья голова (или Красная гора) — геологический памятник природы. Меловые утесы вдоль берега Дона по своему геолого-геоморфологическому устройству аналогичны меловым утесам Ла-Манша (южная Англия), но превосходят их по высоте.

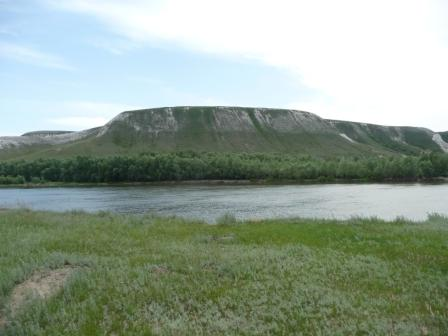
Плато Венцы
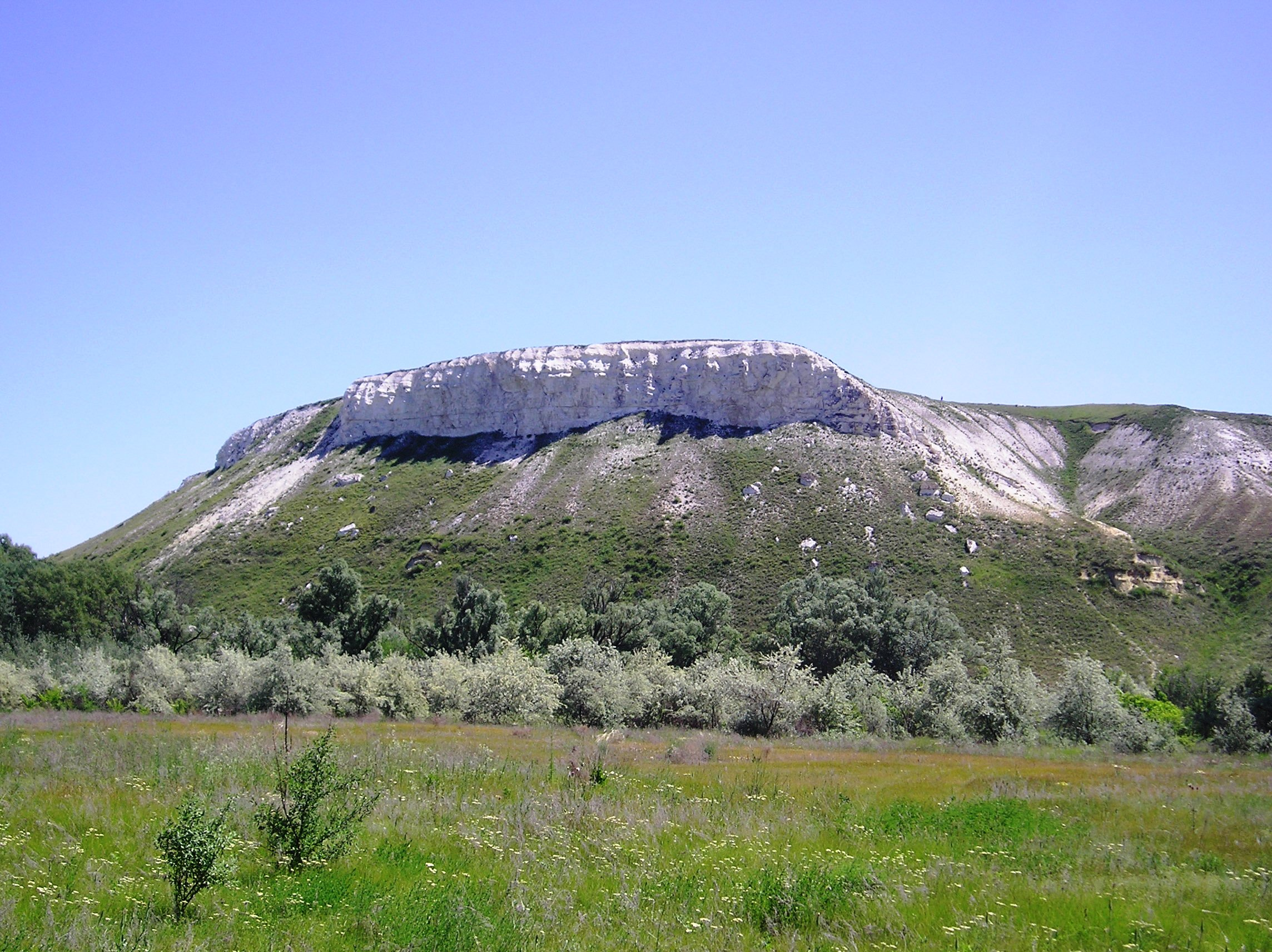
Гора Кобылья голова
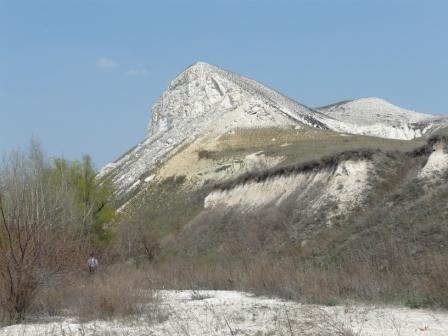
Меловые горы

Климат
Климат засушливый с резко выраженной континентальностью.
| \| Климат Донского природного парка \| Климат Донского природного парка \| Климат Донского природного парка \| Климат Донского природного парка \| Климат Донского природного парка \| Климат Донского природного парка \| \| Характеристика \| Значение \| \| \| \| \| \| Абсолютный максимум (июль), °C \| +44 \| \| \| \| \| \| Средний максимум (июль), °C \| +36 \| \| \| \| \| \| Средняя температура (июль), °C \| +25,5 \| \| \| \| \| \| Среднегодовая температура, °C \| +5,5…8,5 \| \| \| \| \| \| Средняя температура (февраль), °C \| −10 \| \| \| \| \| \| Абсолютный минимум (февраль), °C \| −41 \| \| \| \| \| \| Норма осадков (тёплый период), мм \| 180 \| \| \| \| \| \| Норма осадков (холодный период), мм \| 160 \| \| \| \| \| \| Влажность относительная, % \| 70 \| \| \| \| \| \| Скорость ветра, м/с \| 5 \| \| \| \| \| \| Продолжительность солнечного сияния, час. \| 2265 \| \| \| \| \| \| ----------------------------------------------------------------------------------------------------- \| -------------------------------- \| -------------------------------- \| -------------------------------- \| -------------------------------- \| -------------------------------- \| \| Источник: Комитет природных ресурсов и охраны окружающей среды администрации Волгоградской области[2] \| \| \| \| \| \| |          |
| Климат Донского природного парка |          |
| Характеристика | Значение |
| Абсолютный максимум (июль), °C | +44      |
| Средний максимум (июль), °C | +36      |
| Средняя температура (июль), °C | +25,5    |
| Среднегодовая температура, °C | +5,5…8,5 |
| Средняя температура (февраль), °C | −10      |
| Абсолютный минимум (февраль), °C | −41      |
| Норма осадков (тёплый период), мм | 180      |
| Норма осадков (холодный период), мм | 160      |
| Влажность относительная, % | 70       |
| Скорость ветра, м/с | 5        |
| Продолжительность солнечного сияния, час. | 2265     |
| Источник: Комитет природных ресурсов и охраны окружающей среды администрации Волгоградской области |          |

Почвы
На территории природного парка преобладают каштановые почвы в комплексе с солонцами (60 %). Встречаются также каштановые неполноразвитые (16 %), лугово-каштановые среднемощные (8 %), а также каштановые, в том числе уникальные лесо-каштановые среднегумусные (16 %).
Почвообразующими породами являются четвертичные глины и суглинки, пески и супеси, мелы, мергели, опоки меловой системы. В качестве коренной породы выступают пермо-триасовые мергели, юрские глины и меловые песчано-опоковые породы.
Гидрография
В речных долинах Иловлинско-Донского гидрологического района грунтовые воды распространены в песках, супесях, глинах, суглинках, местами с гравием и галькой на глубине до 0—10 метров. Воды гидрокарбонатного типа, часто с содержанием органических веществ, минерализация слабая, до 0,5 г/л.
Основными типами водоёмов являются озёра, реки, пруды, старицы, затоны. Болот нет.

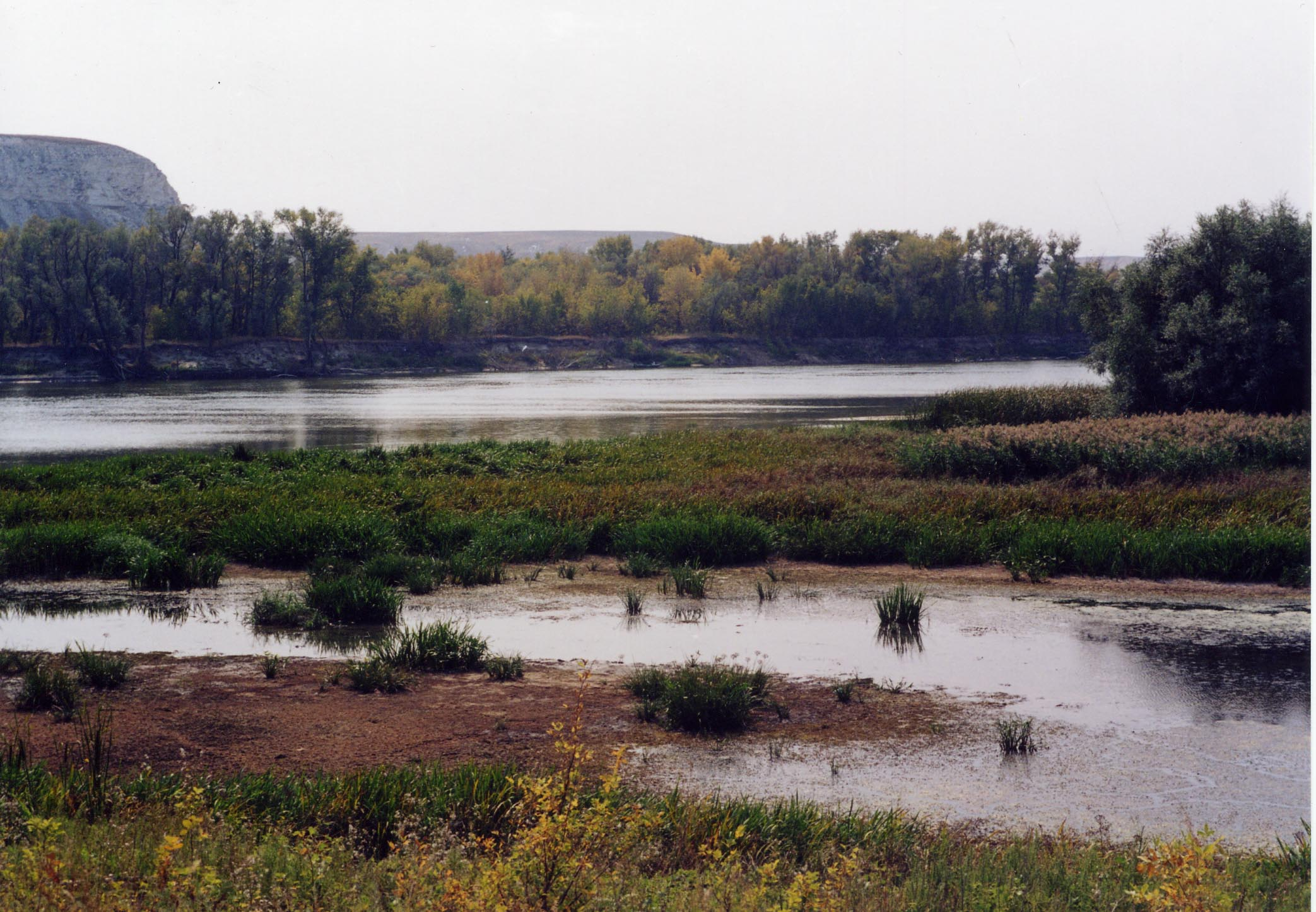
Донские плёсы

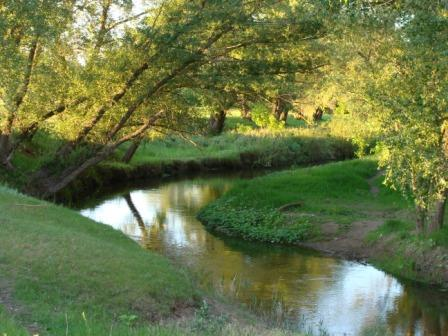
Река Иловля

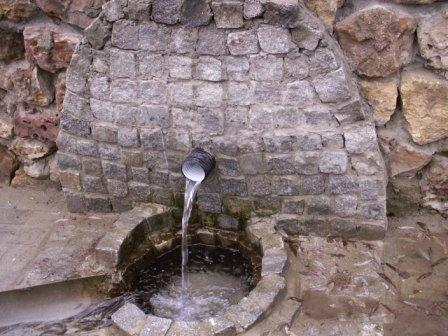
Один из источников

| Реки и ручьи   | Реки и ручьи | Реки и ручьи | Реки и ручьи |
| Название       | Длина, км    | Ширина, м    | Глубина, м   |
| -------------- | ------------ | ------------ | ------------ |
| Дон            | 71           | 200—300      | 10           |
| Иловля         | 12           | 15—20        | 0,5—1,5      |
| Тишанка        | 7            | 8            | 0,5—2        |
| Быстрый проток | 5,7          | 20           | 4            |
| Всего          | 92,7         |              |              |

| Озёра и пруды   | Озёра и пруды | Озёра и пруды | Озёра и пруды |
| Название        | Тип           | Площадь, км²  | Глубина, м    |
| --------------- | ------------- | ------------- | ------------- |
| Грязное         | озеро         | 1,2           | 1,0—2,0       |
| Ильмень         | озеро         | 4,0           | 4             |
| Большой Ильмень | озеро         | 2,3           | 5             |
| Малый Ильмень   | озеро         | 2,0           | 3             |
| Колдаир         | озеро         | 7,5           | 1,0—3,5       |
| Резцово         | озеро         | 2,1           | 0,5—1,5       |
| Рубёжное        | озеро         | 2,1           | 3             |
| Рубёжное 1      | озеро         | 4,0           | 1,5—2,0       |
| Рубёжное 2      | озеро         | 7,1           | 1,5—2,0       |
| Всего по озёрам |               | 32,3          |               |
| Гремячий        | пруд          | 1,6           | 3             |
| Хорёв           | пруд          | 1,1           | 2             |
| Всего по прудам |               | 2,7           |               |

| Татьянин ключ | 0,3—1,0 |
| Лехченковский | 0,3—1,0 |
| Филимонов     | 0,3—1,0 |
| Гремячий      | 0,3—1,0 |
| Соколы        | 0,3—1,0 |
| Кисляковский  | 0,3—1,0 |
| Качалинский   | 0,3—1,0 |

## Нормативно-правовые основы функционирования
Нормативно-правовые акты
Парк создан в 2001 году в соответствии со следующими нормативными правовыми актами:
- Федеральный закон «Об особо охраняемых природных территориях» от 14 марта 1995 года № 33-ФЗ;
- закон Волгоградской «Об особо охраняемых природных территориях Волгоградской области» от 7 декабря 2001 года области № 641-ОД.

И на основании следующих НПА:
- закон Волгоградской области «О создании природного парка „Донской“» от 13 июня 2001 года № 549-ОД
- постановление главы администрации Волгоградской области «О создании государственного учреждения Природный парк „Донской“» от 25 сентября 2001 года № 822
- Постановления главы администрации Волгоградской области «Об утверждении Положения о природном парке „Донской“» от 31 декабря 2009 года № 1605

Категории земель, из которых произведен отвод при организации ООПТ
При организации природного парка отвод земель производился из следующих категорий земель:
1. Земли водного фонда
2. Земли запаса
3. Земли сельскохозяйственного назначения
4. Земли населённых пунктов
5. Земли лесного фонда
6. Земли промышленности
7. Земли особо охраняемых природных территорий

Условия землепользования
Нормативными актами определяются следующие формы и условия землепользования. Территория природного парка располагается на землях различных форм собственности без изъятия у правообладателей. Земельные участки используются правообладателями с соблюдением установленного для этих земельных участков особого правового режима природного парка.

## Земли
Территорию природного парка составляют следующие земли.
| Экспликация земель            | Экспликация земель | Экспликация земель |
| Земельные угодья              | Площадь, га        | Площадь, %         |
| ----------------------------- | ------------------ | ------------------ |
| Сельскохозяйственные земли    | 38 144,8           | 62,9               |
| Леса и лесополосы, кустарники | 9 608,7            | 15,8               |
| Под водой                     | 1 956,2            | 3,2                |
| Дороги                        | 271,8              | 0,4                |
| Земли населённых пунктов      | 126,0              | 0,1                |
| Прочие земли                  | 11 792,5           | 17,6               |
| Всего                         | 61 900,0           | 100,0              |

Территория парка разделена на функциональные зоны (см. карту-схему). Граница зоны охраны водных объектов и прибрежных защитных полос устанавливается в соответствии с действующим законодательством.
| Функциональные зоны                                                       | Функциональные зоны | Функциональные зоны |
| Вид зоны                                                                  | Площадь, га         | Площадь, %          |
| ------------------------------------------------------------------------- | ------------------- | ------------------- |
| Заповедная                                                                | 10 155,7            |                     |
| Особо охраняемая                                                          | 31 458,9            |                     |
| Познавательного экологического туризма                                    | 692,8               |                     |
| Историко-культурная                                                       | 20,3                |                     |
| Рекреационная                                                             | 266,3               |                     |
| Агрохозяйственная                                                         | 18 057,4            |                     |
| Зона обслуживания посетителей, административно-хозяйственная и селитебная | 1 248,6             |                     |
| Всего                                                                     | 61 900,0            | 100,0               |

Установлены следующие правила природопользования.
| Разрешённые виды природопользования | Запрещённый вид природопользования |
| На всей территории природного парка | На всей территории природного парка |
| --- | --- |
| | строительство, реконструкция и капитальный ремонт объектов капитального строительства, не предусмотренных документами территориального планирования, в том числе линейных сооружений, не связанных с выполнением задач, возложенных на природный парк, и с обеспечением функционирования населённых пунктов, расположенных в границах природного парка, а также с реконструкцией и капитальным ремонтом иных линейных сооружений, существующих в границах природного парка; выпуск продукции, производящейся с применением экологически опасной технологии; хозяйственная деятельность в пределах водоохранных зон и прибрежных полос поверхностных водных объектов, зон санитарной охраны водозаборных сооружений; деятельность, приводящая к захламлению, загрязнению, деградации земель, гибели растительного покрова и вызывающая эрозию почвы; разведка и добыча углеводородного сырья; применение токсичных химических веществ и препаратов, не подвергающихся распаду, воздействующих на организм человека; выбросы вредных веществ в атмосферный воздух с превышением установленных нормативов воздействия на окружающую природную среду; сброс неочищенных и необезвреженных сточных и дренажных вод; производство и импорт продукции, не имеющей технологии её переработки, обезвреживания и утилизации после использования; ввоз отходов производства и потребления, в том числе радиоактивных, для складирования, захоронения и ликвидации, а также для промышленного использования, приводящего к образованию других опасных отходов; сжигание различных видов мусора, отходов производства и потребления, в том числе токсичных, открытым способом и без организации очистки отходящих газов; сбор редких и исчезающих видов растений, занесенных в Красную книгу Российской Федерации и Красную книгу Волгоградской области; интродукция чужеродных видов флоры и фауны; движение транспортных средств вне дорог общего пользования. |
| В природоохранной зоне | |
| регулируемое посещение и отдельные виды экстенсивного природопользования; посещение территории природоохранной зоны для непромышленного сбора грибов, ягод, любительской ловли рыбы. Ведение лесного хозяйства осуществляется в соответствии с лесным планом Волгоградской области и лесохозяйственным регламентом лесничества. Ведение сельского хозяйства осуществляется с учётом агротехнических требований. Регулируется сенокошение по срокам, частоте, высоте стерни и характеру проведения. Рекреационная деятельность регламентируется с учётом допустимых рекреационных нагрузок на специально разработанных маршрутах | изыскательские работы по разведке полезных ископаемых, добыча полезных ископаемых; размещение мест складирования и захоронения промышленных и бытовых отходов, новых кладбищ и скотомогильников; авиационно-химические работы и хранение горюче-смазочных материалов вне специально оборудованных площадок; нерегулируемый выпас скота, организация летних лагерей и прогон домашних животных вне специально отведенных мест; предоставление земельных участков, находящихся в государственной либо муниципальной собственности (кроме находящихся в границах населённых пунктов), для жилищного строительства, в том числе для индивидуального жилищного строительства, а также для коллективного садоводства и огородничества, дачного строительства; крупноконтурная распашка земель и массированные гидромелиоративные мероприятия; применение ядохимикатов и химических средств защиты растений сельскохозяйственными, лесохозяйственными и другими организациями и предприятиями без предварительного согласования со специально уполномоченным органом; организация стоянок транспортных средств вне отведенных мест; несанкционированный водозабор и сброс в водоемы и водотоки неочищенных сточных вод; промышленный сбор декоративных и лекарственных растений; сбор геологических, биологических и иных коллекций без согласования с дирекцией природного парка; организация мест массового отдыха населения и проведение мероприятий, следствием которых является увеличение рекреационных нагрузок на природные экосистемы; уничтожение полос прибрежной кустарниковой растительности, а также вырубка защитных лесных насаждений; нерегулируемый туризм; выжигание растительности |
| В рекреационной зоне | |
| строительство и реконструкция дорог общего пользования при наличии данных объектов в утверждённых в установленном порядке документах территориального планирования; возведение объектов рекреации и туризма — домов отдыха, пансионатов, кемпингов, объектов физической культуры и спорта, туристических баз, стационарных и палаточных туристско-оздоровительных лагерей, домов рыболовов и охотников, детских туристических станций, детских и спортивных лагерей при наличии данных объектов в утверждённых в установленном порядке документах территориального планирования; организация по согласованию с дирекцией природного парка туристических стоянок, туристических троп, пешеходных, велосипедных, лыжных и конных прогулок, занятий изобразительным искусством, познавательных, туристических и экологических экскурсий, спортивных соревнований по отдельным видам спорта; любительский лов рыбы; проведение научно-исследовательских изысканий. Ведение сельского хозяйства осуществляется с учётом агротехнических требований. Регулируется сенокошение по срокам, частоте, высоте стерни и характеру проведения. Ведение лесного хозяйства осуществляется в соответствии с лесным планом Волгоградской области и лесохозяйственным регламентом лесничества | разработка полезных ископаемых; размещение производственных объектов, имеющих повышенную экологическую опасность; крупноконтурная распашка земель, организация новых и расширение существующих мелиоративных земель; нерегулируемый выпас скота, организация ферм и площадок для дойки, скотопрогонов, устройство лагерей для скота, мест захоронения скота; организация стоянок транспортных средств вне отведенных мест; организация и размещение несанкционированных свалок; лесохозяйственные работы, не предусмотренные лесохозяйственными регламентами лесничеств; создание новых и расширение существующих населённых пунктов, не предусмотренных документами территориального планирования; проведение авиационно-химических работ, применение ядохимикатов и химических средств защиты растений сельскохозяйственными, лесохозяйственными и другими организациями и предприятиями без предварительного согласования со специально уполномоченным органом; использование навозных стоков на удобрение, размещение складов ядохимикатов, минеральных удобрений и горюче-смазочных материалов; организация туристских стоянок и разведение костров вне отведенных для этих целей мест |
| В агрохозяйственной зоне | |
| строительство мелких перерабатывающих сельскохозяйственных предприятий; проведение геологоразведочных работ и разработка общераспространённых полезных ископаемых без применения взрывных работ в ограниченных объёмах, необходимых для удовлетворения потребностей природного парка и расположенных на его территории сельскохозяйственных предприятий. Регулируется выпас домашних животных с целью сокращения пастбищной нагрузки путём введения экологически обоснованного пастбищеоборота. Регулируется также сенокошение по срокам, частоте, высоте стерни и характеру проведения. Рекомендуется развитие экологически чистого сельского хозяйства в пределах существующих сельхозугодий, развитие агротуризма. Ведение лесного хозяйства осуществляется в соответствии с лесным планом Волгоградской области и лесохозяйственными регламентами | деятельность, снижающая плодородие почв; строительство предприятий, выпускающих продукцию, превышающую гигиенические нормативы; создание новых и расширение существующих населённых пунктов, не предусмотренных документами территориального планирования; строительство транспортных магистралей и сооружений без утверждённых в установленном порядке документов территориального планирования; сжигание стерни и сухой растительности |
| В буферной зоне | |
| регулируемый выпас скота по согласованию с дирекцией природного парка в соответствии с экологически обоснованным пастбищеоборотом; сенокошение, регулируемое по срокам, частоте, высоте стерни и характеру проведения; организация туристических стоянок, туристических троп, пешеходных, велосипедных, лыжных и конных прогулок, занятий изобразительным искусством, познавательных, туристических и экологических экскурсий, спортивных соревнований по отдельным видам спорта по согласованию с дирекцией природного парка. Ведение хозяйственной деятельности осуществляется с соблюдением природоохранного законодательства | разработка полезных ископаемых; размещение производственных объектов, имеющих повышенную экологическую опасность; крупноконтурная распашка земель, организация новых и расширение существующих мелиоративных земель; нерегулируемый выпас скота, организация ферм и площадок для дойки, скотопрогонов, устройство лагерей для скота, мест захоронения скота; организация стоянок транспортных средств вне отведенных мест; организация и размещение несанкционированных свалок; создание новых и расширение существующих населённых пунктов, не предусмотренных документами территориального планирования; проведение авиационно-химических работ, применение ядохимикатов и химических средств защиты растений сельскохозяйственными и другими организациями и предприятиями без предварительного согласования со специально уполномоченным органом; использование навозных стоков на удобрение, размещение складов ядохимикатов, минеральных удобрений и горюче-смазочных материалов; организация туристских стоянок и разведение костров вне отведенных для этих целей мест |

## Карта-схема
На территории природного парка выделены различные функциональные зоны.
- Заповедная зона: Iа — первое ядро, степное; Iб — второе ядро, пойменное.
- Особо охраняемая зона — три участка: IIа, IIб, IIв.
- Зона познавательного экологического туризма — III.
- Рекреационная зона расположена на левом берегу Дона и представлена четырьмя участками: IVа — напротив станицы Трёхостровской; IVб — в районе слияния рек Тишанки и Дона; IVв — в районе озера Красёво и далее вниз по течению реки Дон, в пойме рек Дон и Иловля IVг — напротив балки Глубокая.
- Агрохозяйственная зона — три участка: Vа, Vб, Vв.
- Зона обслуживания посетителей, административно-хозяйственная и селитебная зоны включают населённые пункты, расположенные в пределах природного парка: станица Трёхостровская, хутор Зимовейский и хутор Нижнегерасимовский.

Историко-культурная зона представлена объектами:
1. Курган «Трёхостровской»
2. Курган «Герасимовский 1»
3. Курган «Герасимовский 2»
4. Курган «Герасимовский 3»
5. Курган «Герасимовский 4»
6. Курган «Герасимовский 5»
7. Курган «Соловьёвский»
8. Курган «Акимовский 1»
9. Курган «Акимовский 2»
10. Курганный могильник «Высота 200,9»
11. Курган «Перелазный»
12. Курганная группа «Трёхостровская II»
13. Курганный могильник «Саблина дубрава»
14. Курганная группа «Стожок»
15. Курганная группа «Красная дубрава»
16. Поселение «Трёхостровское»
17. Поселение «Герасимовское»

## Обоснование ООПТ и её значимость
Донской природный парк — это уникальная территория, гармонично сочетающая разнообразие и контрастность природных условий с богатым наследием материальной и духовной культуры народов, издавна населявших эти земли. Главная достопримечательность парка — река Дон, одна из крупнейших рек Европы, выполняющая важнейшие биосферные функции. Кроме неё на территории парка расположено большое число других водоёмов с относительно чистой водой: река Иловля, пруды, озера, старицы, многочисленные родники. Удивительное сочетание на сравнительно небольшой площади огромных меловых гор, прорезанных глубокими оврагами-каньонами, с обширными массивами малонарушенных типчаково-ковыльных степей, заливных лугов, пойменных и нагорных лесов, а также низкая заселенность и хозяйственная освоенность территории придают ей особую природоохранную значимость. Многообразие ландшафтов и природных экосистем обусловило высокое разнообразие биоты. Природный парк «Донской» служит важным резерватом многих редких видов растений и животных, занесенных в национальную и региональные Красные Книги. На территории регулярно обитает значительное число особей целого ряда видов птиц, находящихся под глобальной угрозой исчезновения, а также тех, которые могут в будущем попасть в эту категорию: змееяд, орёл-могильник, орлан-белохвост, филин, стрепет, степной орёл и т. д. Благодаря неповторимому сочетанию геолого-геоморфологических, климато-гидрологических и биотических факторов территория парка служит прекрасным местом для отдыха (как в летнее, так и зимнее время), привлекающим большое число отдыхающих и туристов со всех уголков страны.
Включает природные комплексы и объекты, имеющие значительную экологическую, эстетическую и историко-культурную ценность. Уникальный природный комплекс, расположенный в Малой излучине Дона, являющийся местом максимального сближения двух крупнейших рек Европы — Волги и Дона. Удивительное сочетание огромных меловых гор, прорезанных глубокими оврагами-каньонами с обширными массивами типчаково-ковыльных степей, заливных лугов, пойменных и нагорных лесов, и обнаженных карбонатных пород по правому берегу реки Дон.
Главные достопримечательности парка — реки Дон и Иловля, самые высокие в Европе меловые горы, прорезанные глубокими оврагами-каньонами, заливные луга, пойменные и нагорные леса, уникальный и неповторимый растительный и животный мир. Это район с уникальной самобытной культурой казачества. Здесь сохранены традиционные поселения казаков, хутора и станицы, во многих из которых сохранился уклад жизни донских казаков. Благодаря неповторимому сочетанию различных факторов, богатой истории территория парка служит прекрасным местом для отдыха.
Среди объектов и факторов, негативно воздействующих на природные комплексы ООПТ и охранной зоны, можно выделить неорганизованную рекреационно-туристическую деятельность (стихийный отдых), неорганизованный выпас скота, организацию стихийных свалок в селетебных зонах и местах обслуживания посетителей, пирогенные факторы (сельскохозяйственные палы) в степных и лесных ландшафтах, превышение размеров расчетной лесосеки, заготовка древесины.
В качестве меры по улучшению состояния ООПТ совершенствуются системы охраны территории парка, проводится реставрация отдельных особо ценных нарушенных природных комплексов.
Международное значение
Вся территория Донского природного парка включена в состав ключевой орнитологической территории «Калачская излучина Дона» (российский индекс: ВГ-004; международный индекс: EU-RU-122). Общая площадь КОТР 1098,95 км².

## Перечень основных объектов охраны
Охраняемые виды
Редкие и находящиеся под угрозой исчезновения виды растений и животных, занесенных в Красные книги МСОП, Российской Федерации и Волгоградской области.
Экосистемы
Малонарушенные сухие типчаково-ковыльные бедноразнотравные степи; кальцефильные степи и меловые обнажения карбонатных пород, речная пойма с урочищами пойменных лесов, высокотравных заливных лугов, затонов, стариц и озёр; леса нагорно-байрачного типа на водораздельных плато Донской гряды; псаммофильные (песчаные) степи и бугристые пески на надпойменных террасах Дона.
Феномены
Чрезвычайное богатство редких видов флоры, фауны (серпуха донская, ковыли красивейший, перистый, дрок донской, клоповник Мейера, водяной орех (чилим), наголоватка меловая, норичник меловой и т. д., змееяд, орёл могильник, орлан белохвост, филин, степной орёл, стрепет и т. д.).
Уникальные природные комплексы и объекты:
1. Геологический памятник природы «Меловые горы»
2. Охраняемый ландшафт «Венцы и Красная Дубрава»
3. Охраняемый ландшафт «Урочище „Остров“»

Историко-культурные объекты
На территории природного парка сохранилось богатое наследие материальной и духовной культуры народов, издавна населявших эти земли. Низкая заселённость и хозяйственная освоенность территории придают ей особую природоохранную и историко-культурную значимость.
Уникальные археологические памятники:
- Задоно-Авиловское поселение у упразднённого хутора Задоно-Авиловский
- Святилище Трёхостровское — место поклонения огню в период II-го тысячелетия до н. э. Святилище представляет собой крупное сооружение диаметром около 200 метров с котлованом в центре. В своё время здесь веками горел огонь, которому поклонялись жившие в округе племена. Таинственная аура и особая энергетика древнего культового места сохранилась до сих пор[7]. Предположительно, эти сооружения представляют собой останки храма зороастрийцев[8]. Во время Великой Отечественной войны территория некоторая время находилась под оккупацией немецких сил. Возможно, Аненербе изучали это аномальное место[9]. Данное место посещалось членами Космопоиска в рамках исследования энергоактивной зоны «Венцы» (плато Венцы и окрестности). Однако, комплексных исследований места не проводилось. Неоднократно наблюдались НЛО и иные аномальные явления. Местные холмы используют для медитаций эзотерики и контактёры. По словам волгоградского эзотерика Проватана, 8 декабря 2001 года во время сильной метели на Венцах пропала без вести одна из женщин-эзотериков, вероятно из-за непогоды[10].
- места раскопок древних поселений и курганы-захоронения
- памятник истории «Остров Разина»
- памятные места боёв Великой Отечественной войны: оборонительные земляные сооружения, места переправ через Дон

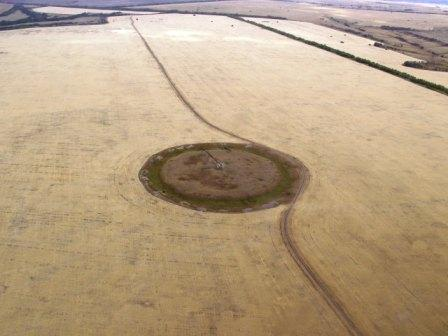
Трёхостровское святилище
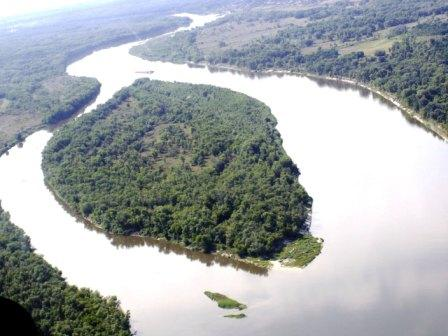
Остров Степана Разина
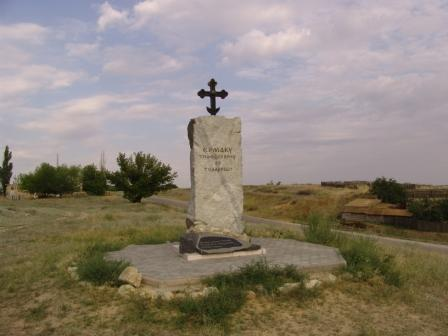
Памятник донскому казаку Ермаку
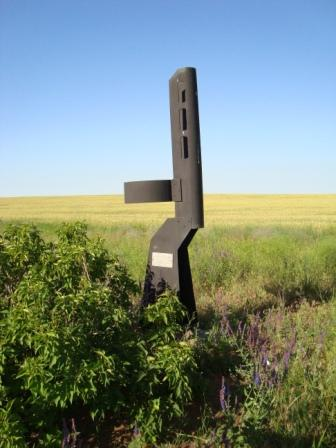
Памятный знак в честь воинов-сибиряков, сражавшихся за Родину

## Флора и фауна
По информации комитета природных ресурсов и охраны окружающей среды администрации Волгоградской области, по состоянию на 2010 год на территории природного парка биологическое произрастает около 900 видов растений, свыше 700 видов грибов, обитают свыше 270 видов животных, 54 вида рыб, 333 вида насекомых.
Разнообразие ландшафтов обуславливает большое количество видов флоры и фауны. Природный парк служит важным ареалом для многих редких видов растений, животных и рыб, занесенных в Красную книгу России и области. Здесь сохранены, находящиеся под угрозой исчезновения, редкие представители животного мира: выхухоль, дрофа, орлан-белохвост, степной орёл, стрепет, краснозобая казарка, филин и др.
Растительность
Растительность лугово-степная, разнотравно-типчаково-ковыльная по северным склонам и полынно-злаковые группировки по южным, кальцеофильная, гидрофитного типа — вблизи воды, степное мезофитное и ксерофитное разнотравье, пойменные тополево-вербовые леса и нагорно-байрачные дубравы.
| Растительность                                                        | Растительность | Растительность |
| Преобладающий тип растительных сообществ                              | Площадь, га    | Площадь, %     |
| --------------------------------------------------------------------- | -------------- | -------------- |
| Занято растительностью, в том числе:                                  | 57 012,3       | 93,00          |
| зональные типчаково-ковыльные сухие степи                             | 28 141,3       | 45,90          |
| участки кальцеофильной растительности, кальцеофильные (меловые) степи | 20 524,4       | 33,48          |
| нагорные дубравы, пойменные и аренные (на песках) леса                | 8 346,6        | 13,62          |
| Территория, лишённая растительности                                   | 4887,7         | 7,00           |

Лесной фонд представлен биоценозами нагорных дубрав «Венцов», пойменными и аренными (на песках) лесами, байрачными лесами, полезащитные и овражно-балочные лесными полосами.
| Состав лесов                         | Состав лесов | Состав лесов | Состав лесов |
| Состав древостоя                     | Возраст, лет | Запас, м³/га | Бонитет      |
| ------------------------------------ | ------------ | ------------ | ------------ |
| Дуб черешчатый (Quercus robur)       | 45—50        | 75—80        | III—IV       |
| Ясень зелёный (Fraxinus lanceolata)  | 30           | 50           | III          |
| Клён татарский (Acer tataricum)      | 25           | 60           | III          |
| Тополь белый (Populus alba)          | 40—45        | 90—100       | III—IV       |
| Липа мелколистная (Tilia cordata)    | 30—35        | 70—80        | III          |
| Яблоня лесная (Malus sylvestris)     | 30           | 50           | III          |
| Вишня степная (Prunus chamaecerasus) | 20           | 15—20        | II           |
| Тёрн (Prunus spinosa)                | 15—20        | 20           | III          |
| Ива белая, или Верба (Salix alba)    | 45—50        | 75—80        | III—IV       |

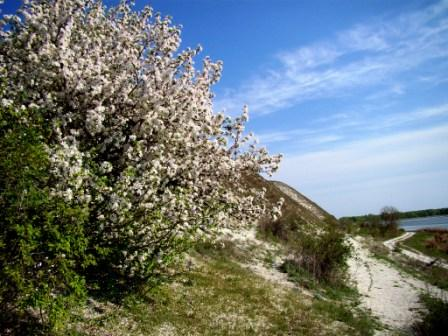
Дикая яблоня
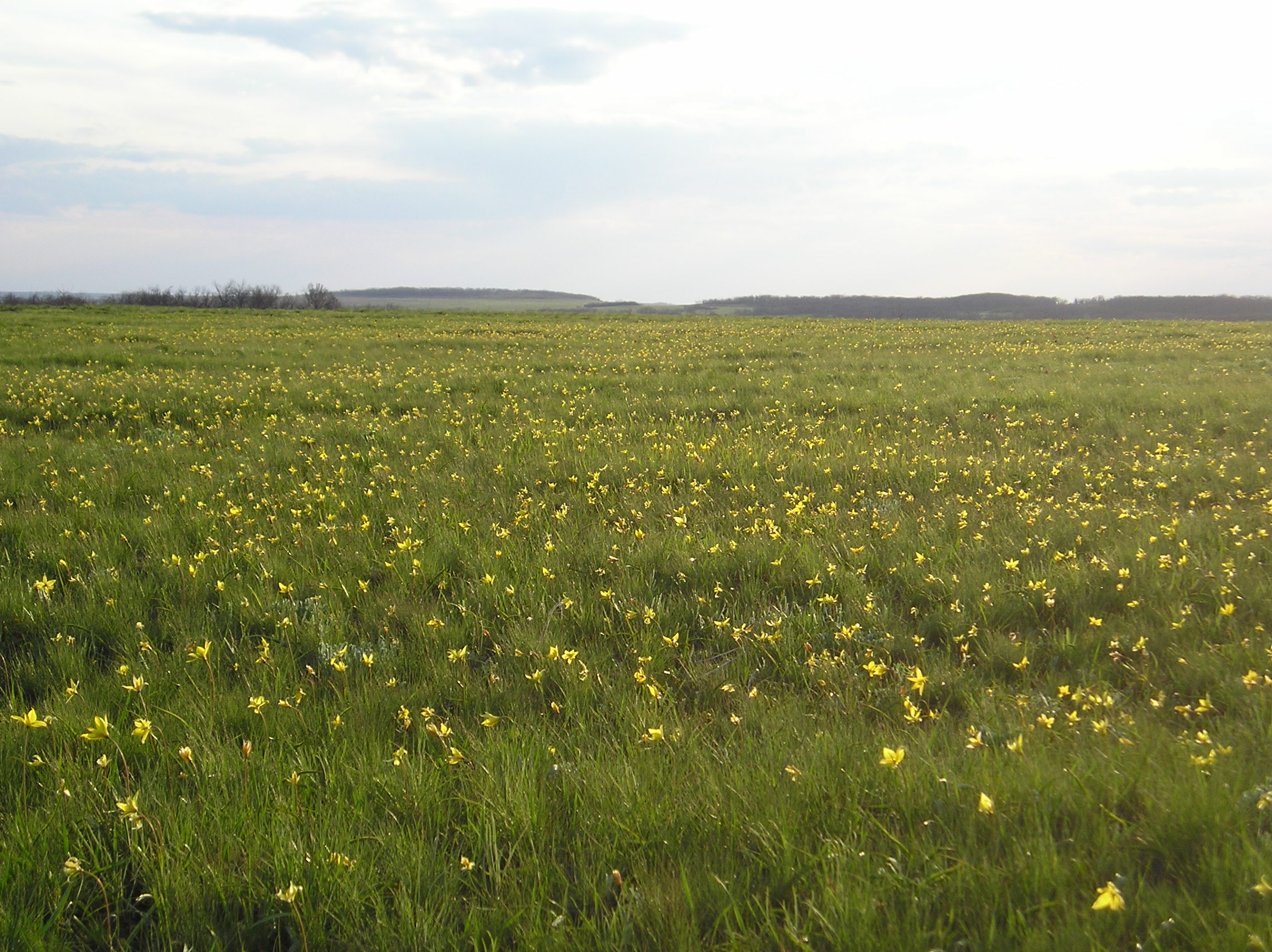
Степь весной
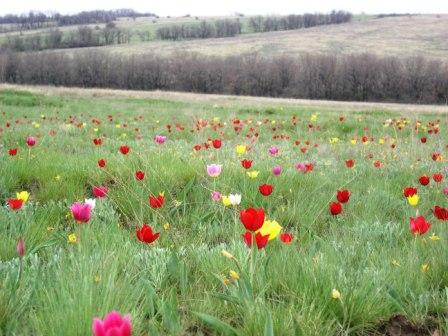
Весенние Тюльпаны
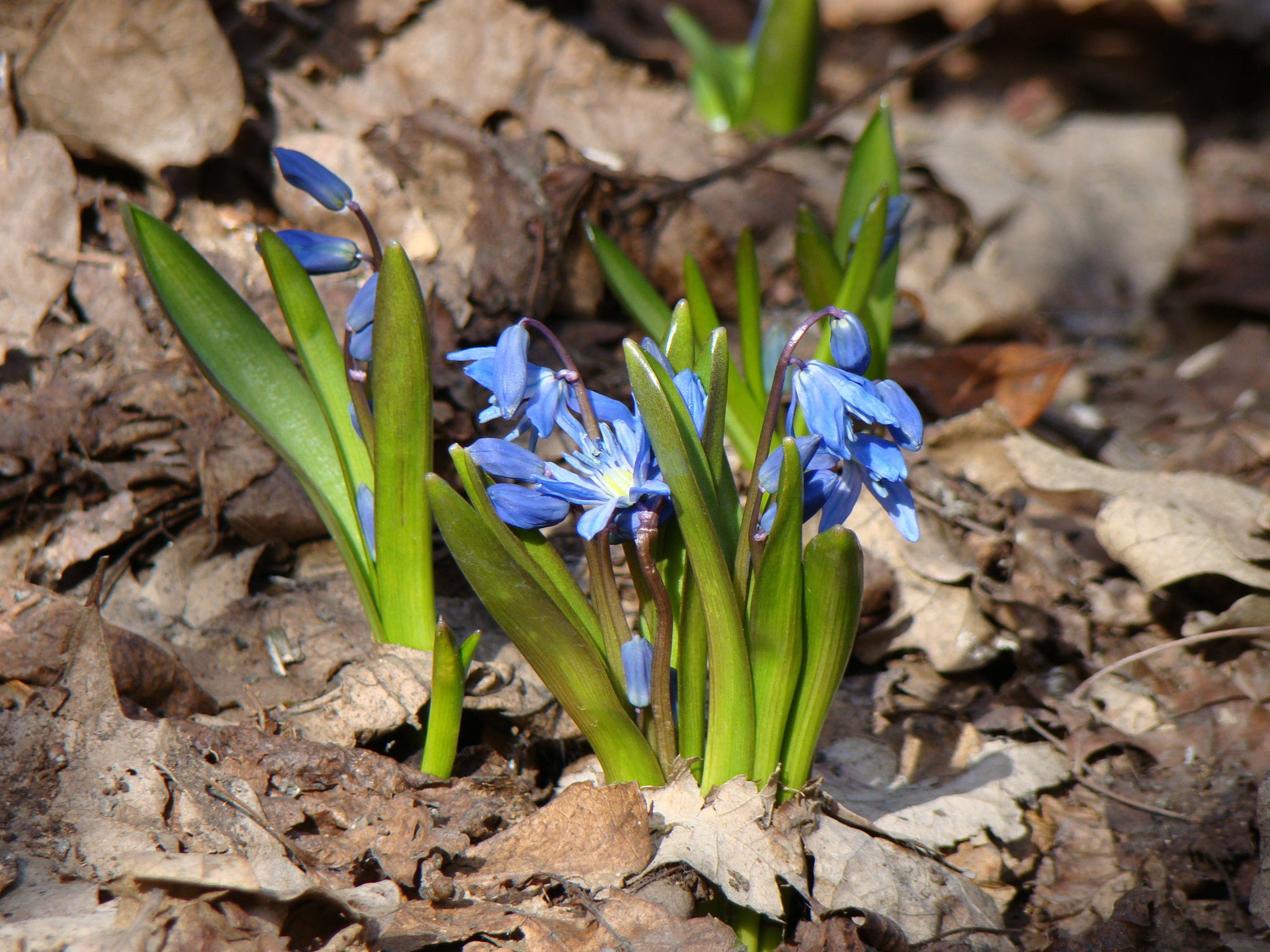
Пролеска Сибирская (Scilla siberica)
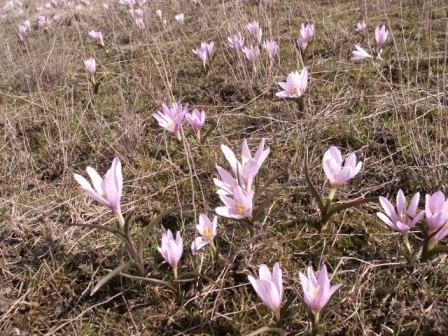
Первоцвет Брандушка
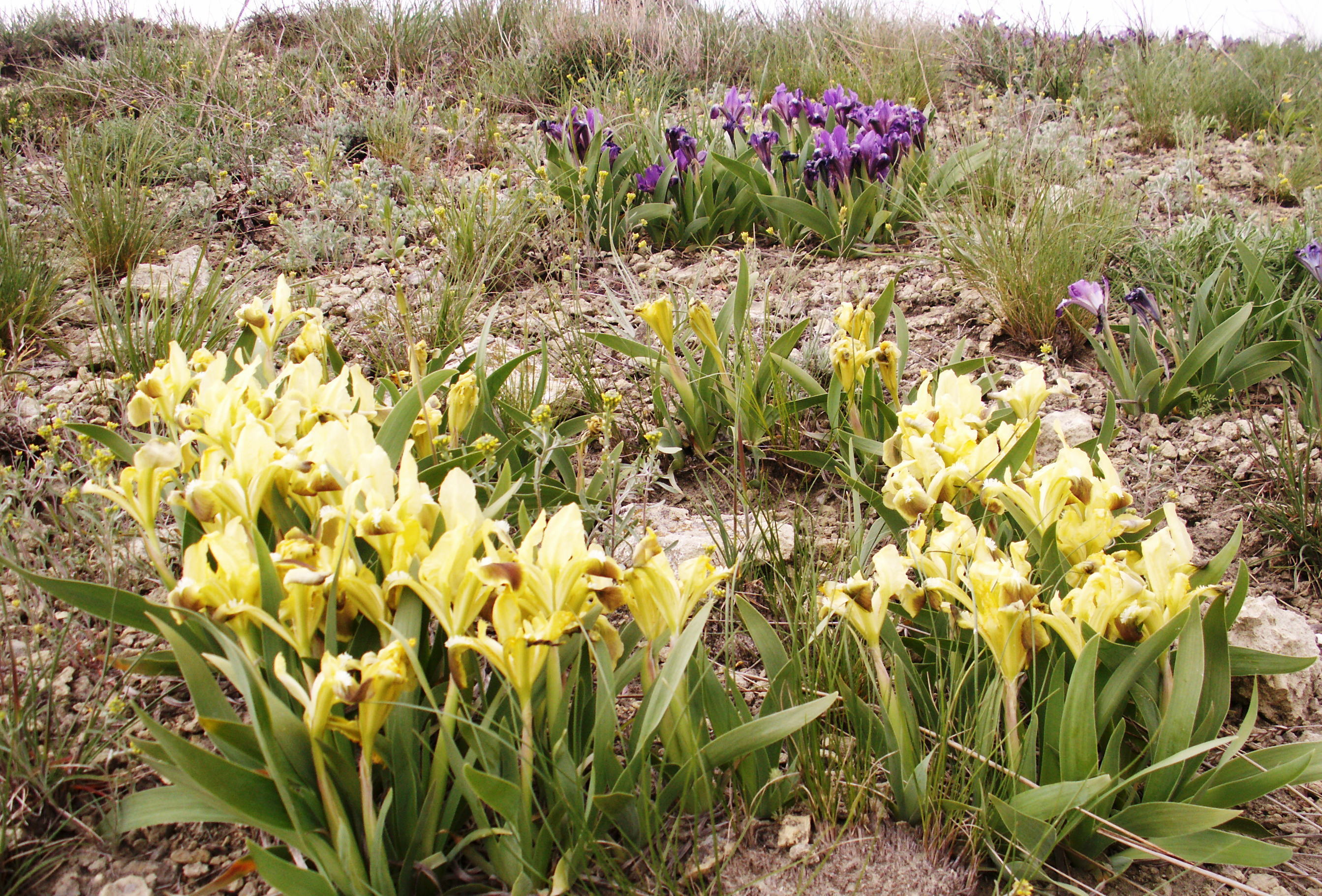
Ирисы

## Посетители

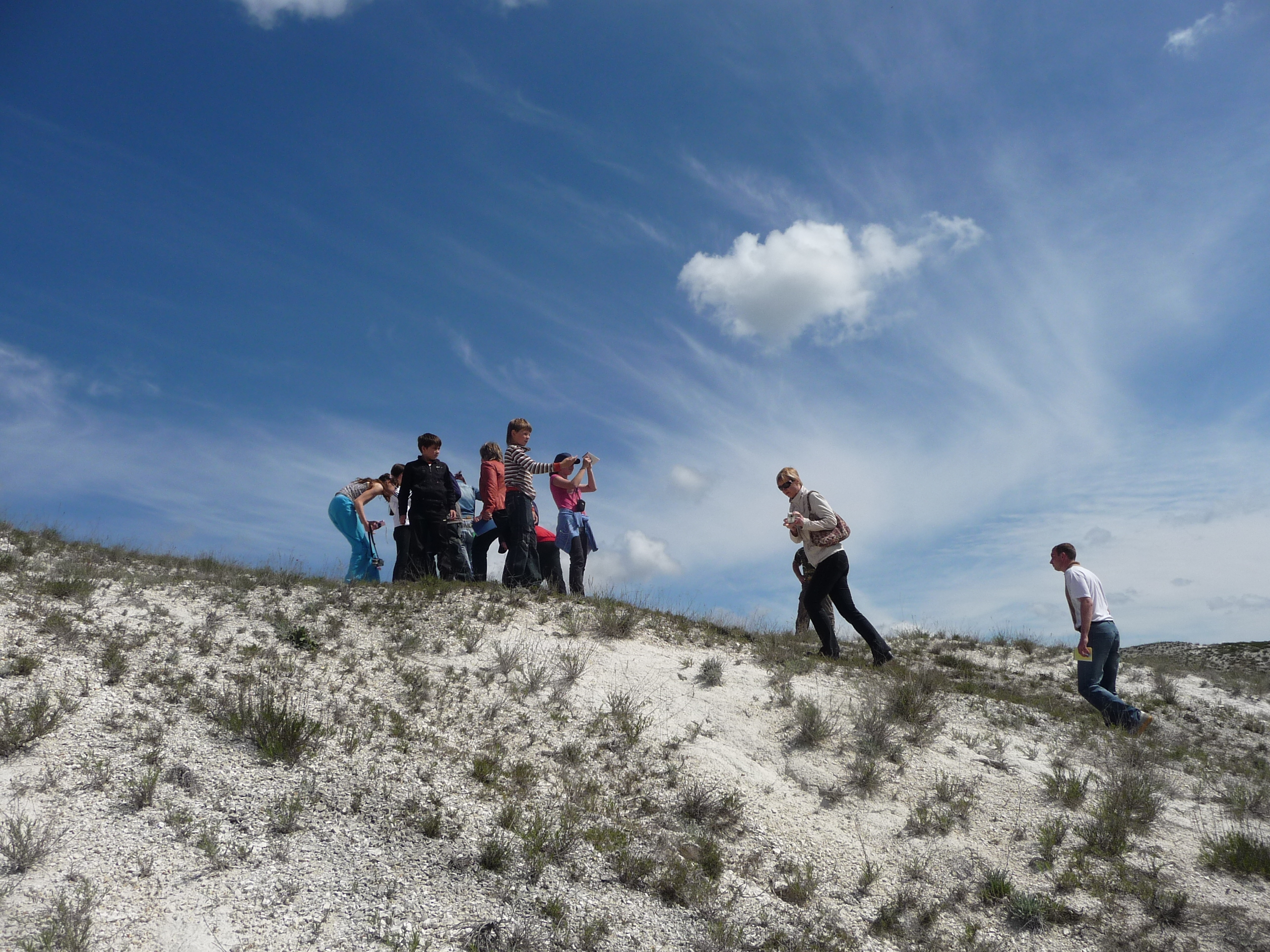
Экскурсия по меловым горам Придонья

| Посещаемость природного парка по годам | Посещаемость природного парка по годам | Посещаемость природного парка по годам | Посещаемость природного парка по годам | Посещаемость природного парка по годам |
| Год                                    | Всего посетителей, чел.                | К предыдущему году, %                  | Взрослых, %                            | Детей, %                               |
| -------------------------------------- | -------------------------------------- | -------------------------------------- | -------------------------------------- | -------------------------------------- |
| 2006                                   | 330                                    |                                        | 45,0                                   | 55,0                                   |
| 2007                                   | ▲ 557                                  | +68,8                                  | 31,0                                   | 69,0                                   |
| 2008                                   | ▲ 809                                  | +45,2                                  | 34,4                                   | 65,6                                   |
| 2009                                   | ▲ 2 601                                | +221,5                                 | 39,0                                   | 61,0                                   |
| 2010                                   | ▲ 5 201                                | +100,0                                 | 38,0                                   | 62,0                                   |

## Управление
Оперативное управление природным парком осуществляет комитет природных ресурсов и охраны окружающей среды Администрации Волгоградской области.
Юридический адрес ООПТ: 403071, Волгоградская область, р. п. Иловля, ул. Лесная, 8
Проезд
ближайший аэропорт — Волгоград — 80 км
ближайшая железнодорожная станция — Волгоград — 80 км
ближайший автовокзал — рабочий посёлок Иловля
Подчинённые ООПТ
- Геологический памятник природы «Меловые горы»
- Охраняемый ландшафт «Венцы и Красная Дубрава»
- Охраняемый ландшафт «Урочище „Остров“»

Финансирование
| Финансирование природного парка по годам, тыс. руб. | Финансирование природного парка по годам, тыс. руб. | Финансирование природного парка по годам, тыс. руб. | Финансирование природного парка по годам, тыс. руб. | Финансирование природного парка по годам, тыс. руб. | Финансирование природного парка по годам, тыс. руб. | Финансирование природного парка по годам, тыс. руб. | Финансирование природного парка по годам, тыс. руб. | Финансирование природного парка по годам, тыс. руб. |
| Год                                                 | Федеральный бюджет                                  | Областной бюджет                                    | Местный бюджет                                      | Внебюджетные экологические фонды                    | Собственные средства                                | Прочие источники                                    | Всего за год                                        | Всего за год, в % к предыдущему                     |
| --------------------------------------------------- | --------------------------------------------------- | --------------------------------------------------- | --------------------------------------------------- | --------------------------------------------------- | --------------------------------------------------- | --------------------------------------------------- | --------------------------------------------------- | --------------------------------------------------- |
| 2006                                                | —                                                   | 745,0                                               | —                                                   | —                                                   | —                                                   | —                                                   | 745,0                                               |                                                     |
| 2007                                                | —                                                   | ▲ 1053,0                                            | —                                                   | —                                                   | 100,0                                               | —                                                   | 1153,0                                              | +54,8                                               |
| 2008                                                | —                                                   | ▲ 1982,0                                            | —                                                   | —                                                   | ▲ 300,0                                             | —                                                   | ▲ 2282,0                                            | +97,9                                               |
| 2009                                                | —                                                   | ▼ 179,6                                             | —                                                   | —                                                   | ▼ 136,2                                             | —                                                   | ▼ 315,8                                             | -86,2                                               |
| 2010                                                | —                                                   | ▲ 618,1                                             | —                                                   | —                                                   | ▼ 68,8                                              | —                                                   | ▲ 686,9                                             | +117,5                                              |